# Пиуми
Пиуми (порт. Piumhi) — муниципалитет в Бразилии, входит в штат Минас-Жерайс. Составная часть мезорегиона Запад штата Минас-Жерайс. Входит в экономико-статистический микрорегион Пиуми. Население составляет 31 625 человек на 2006 год. Занимает площадь 902,348 км². Плотность населения — 35,0 чел./км².

## История
Город основан 20 июля 1868 года. 

## Статистика
- Валовой внутренний продукт на 2003 год составляет 166 918 305,00 реалов (данные: Бразильский институт географии и статистики).
- Валовой внутренний продукт на душу населения на 2003 год составляет 5504,86 реалов (данные: Бразильский институт географии и статистики).
- Индекс развития человеческого потенциала на 2000 год составляет 0,800 (данные: Программа развития ООН).